# Mojżesz Presburger
Mojżesz Presburger (Varsavia, 27 dicembre 1904 – Olocausto, 1943?) è stato un matematico, logico e filosofo polacco ebreo, allievo di Alfred Tarski e noto per aver formulato l'aritmetica Presburger da studente nel 1929.

## Biografia
Nacque a Varsavia il 27 dicembre 1904 e sposò Rebeka Krejnes. Morì nell'Olocausto, probabilmente nel 1943
Nel 2010 l'European Association for Theoretical Computer Science ha istituito il Presburger Award che prende il suo nome, conferito annualmente ad un giovane scienziato (in casi eccezionali a diversi giovani scienziati) per contributi eccezionali nell'informatica teorica.